# Erynnis icelus
Erynnis icelus es una  especie de lepidóptero ditrisio perteneciente a la familia Hesperiidae. Se encuentra en Norteamérica boreal, desde los Territorios del Noroeste por Canadá hasta Nueva Escocia, sur y oeste montañoso de Arizona y sur de Nuevo México, sur de Arkansas, noreste de Alabama y norte de Georgia.
Tiene una envergadura de alas de 29–38 mm de longitud. Se encuentran en vuelo desde abril a julio. En el sur de los Montes Apalaches puede aparecer una segunda generación anual.
Las larvas se alimentan de especies de Salix, Populus y algunas veces de  Betula. Los adultos se alimentan del néctar de las flores de Fragaria, Apocynum, Barbarea y Ceanothus americanus.